# Дібамові
Дібамові (Dibamidae) — родина плазунів з підряду Ящірки. Має 2 роди та 22 види. Інша назва хробакоподібні ящірки. Представники цієї родини ще не достатньо вивчені. Їх поділяють за місцем розповсюдження на азійських або мексиканських (американських).

## Опис
Загальна довжина представників цієї родини сягає 25 см. Тулуб нагадує хробака, він тонкий. Його вкрито дрібною лускою. Колір шкіри зазвичай темного забарвлення. Особливістю цих ящірок є те, що вони не мають лап, очей, вух. Череп сильно стиснутий. Якщо самиця зовсім не мають кінцівок, то самці наділені дуже невеликими виростами позаду.

## Спосіб життя
Живуть у тропічних лісах та сухих напівпустелях та пустелях. Більшу частину життя проводять під землею, де риють довгі лази, а також під камінням. Харчуються комахами та їх личинками.
Це яйцекладні ящірки. Відкладають до 3 яєць. Вони відкладають яйця з твердою, кальциновою, а не шкірястою оболонкою.

## Розповсюдження
Центральна та Східна Мексика, Індонезія, Нова Гвінея, Філіппіни.

## Роди
- Anelytropsis
- Dibamus